# 프라이머 (화장품)

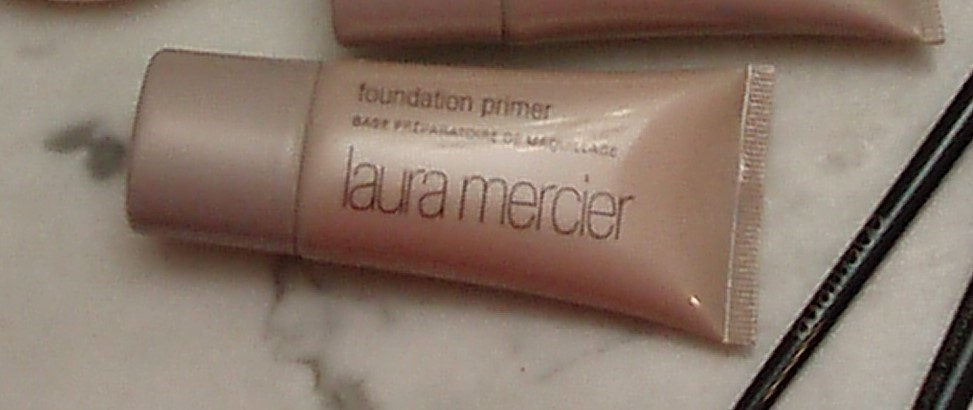
프라이머

프라이머(Primer)는 피부결을 보정해주고 화장 유지 시간을 늘려주는 로션, 크림이다. 보습제와 같은 역할을 할 수 있고, 기름이 살리실산과 녹아들어 덜 기름지고 더 무광택의 모습을 만드는데 일조할 수 있다.